# Martin Landsky
Martin Landsky, auch bekannt als M:Landsky (aus Hamburg) ist ein DJ im Bereich House.
Nach seiner Ausbildung als Tonmeister im Fachgebiet Werbung und Synchron
wurde er Resident-DJ im Hamburger House Club Front.
Ab 1994 wurde dort eine Clubnacht unter seinem Namen veranstaltet.
Ende der 90er zog Landsky nach Berlin – wo Gigs im E-Werk, später Globus und Tresor folgten. Im September 2008 hatte er einen Auftritt bei der You FM Clubnight.
Er gründete das Label Effortil Records, was er nach zwei Produktionen in Intim Records umbenannte.
Zusammen mit Steve Bug und DJ Clé (Märtini Brös) veranstaltete Landsky im Club Sternradio die Pokerflat Nights. Die meisten seiner Produktionen erschienen auf Labels wie Dessous und Poker Flat Recordings.

## Diskografie (Auswahl)
Alben
- 2001, In Beetween (Poker Flat Recordings)

Mix-Compilations
- Poker Flat Vol. 2
- Poker Flat Vol. 5

Singles
- 2002 Mission Upskirt (12")
- 2003 Reject (12") Poker Flat Recordings
- 2004 Fools (They Don't Know The Time) (12") Poker Flat Recordings
- 2005 FM Safari (12") Poker Flat Recordings
- 2006 1000 Miles (12") Poker Flat Recordings

Remixe
- Steve Bug – November Girl
- Detroit Grand Pubahs – Surrender
- Marc Romboy vs. Booka Shade – Every Day In My Life